# Célia Lawson
Célia Maria Fernandes Lawson, conocida simplemente como Célia Lawson (Angola, 9 de junio de 1974), es una cantante portuguesa. Conocida principalmente por su participación en el Festival de la Canción de Eurovisión 1997. Cambió su nombre artístico por el de Ira.

## Carrera
Desde los 15 años formó parte de diferentes bandas. En 2002 integró el coro que acompañó a la cantante Adelaide Ferreira durante la gira de ese año.
En 1993, entró a formar parte de la banda V12, una conocida banda de metal. Colaboró también con los Crash, banda de covers de hard-rock.
En 1995 colaboró con los Huanine, grupo dirigido por Laura Diogo (exmiembro de la banda Doce). Otras miembros del grupo eran Ana Vasconcelos, Beijinha Florentina, Cachucha, Elaisa y Joana Pereira.
En 1996 participa en el programa Chuva de Estrelas de la SIC donde llegó a la final con la interpretación del tema "Don't Let The Sun Go Down On Me" en la versión de la cantante Oleta Adams.
En 1997 fue invitada a interpretar el tema "Antes do Adeus", de Thilo Krassman y Rosa Lobato de Faria, que vencíó en el Festival RTP da Canção de ese año. Esa victoria le hizo posible participar en el Festival de la Canción de Eurovisión 1997, celebrado en Dublín, donde no consiguió ningún punto y finalizó en último lugar, empatando con el cantante noruego Tor Endresen. Este fue el peor resultado obtenido por Portugal en la historia del Festival, tanto en el número de puntos (0) como en la posición obtenida (24ª).
En 1997 editó el álbum First, grabado bajo la producción de Nuno Carvalho y con temas propios. Entretanto fue la autora de la letra del primer éxito de los Excesso.